# Eulogies
Eulogies es el quinto álbum de estudio de la banda estadounidense de metalcore Wolves at the Gate. Fue producido por Stephen Cobucci y Joey Alarcon, y lanzado el 11 de marzo de 2022 por Solid State Records.

## Lanzamiento
El 16 de abril de 2021, la banda lanzó un nuevo sencillo, "Stop The Bleeding", al que le siguió otro sencillo, "Shadows", el 15 de octubre de 2021. Tras lanzar dos sencillos más, "Lights & Fire" y "Peace That Starts the War", anunciaron el 2 de marzo de 2022 que su quinto álbum de estudio Eulogies, se lanzaría el 11 de marzo a través de Solid State Records.

## Lista de canciones
Todas las canciones escritas y compuestas por Wolves at the Gate, excepto lo que se indique. 
| N.º | Título                                          | Duración |  |
| 1.  | «Shadows»                                       | 3:23     |  |
| 2.  | «Peace That Starts the War»                     | 2:48     |  |
| 3.  | «Kiss the Wave»                                 | 3:49     |  |
| 4.  | «Lights & Fire»                                 | 3:30     |  |
| 5.  | «Eulogies»                                      | 3:32     |  |
| 6.  | «Weight of Glory»                               | 2:46     |  |
| 7.  | «Deadweight»                                    | 4:48     |  |
| 8.  | «No Tomorrow»                                   | 3:23     |  |
| 9.  | «Stop the Bleeding»                             | 3:48     |  |
| 10. | «White Flag»                                    | 2:44     |  |
| 11. | «Out of Sight»                                  | 3:25     |  |
| 12. | «Embracing Accusation» (cover de Shane & Shane) | 4:15     |  |
| 13. | «Silent Anthem»                                 | 5:26     |  |

## Personal
Wolves at the Gate
- Nick Detty – voz principal, teclados
- Joey Alarcon – guitarra principal, producción, ingeniería
- Steve Cobucci – guitarra rítmica, voces limpias, producción
- Ben Summers – bajo, coros
- Abishai Collingsworth – batería